# Софія Прусська (герцогиня Курляндії)
Софі́я Пру́сська (нім. Sophie von Preußen; 31 березня 1582 — 24 грудня 1610) — прусська принцеса, герцогиня Курляндії (1609—1610). Представниця німецької шляхетної династії Гогенцоллернів. Народилася в Кенігсберзі, Пруссія. Донька Альбрехта-Фрідріха, герцога Прусського, та його дружини Марії-Елеонори, принцеси Клевської. Дружина Вільгельма Кеттлера герцога Курляндії і Семигалії. Справила весілля 22 жовтня 1609 року в Кенігсберзі. Народила сина Якова, герцога Курляндії і Семигалії. Померла в замку Гольдінген, Семигалія, невдовзі після пологів.

## Біографія
Софія народилась 31 березня 1582 року, в Кенігсберзі, в родині прусського герцога Альбрехта-Фрідріха та його дружини Марії-Елеонори Клевської. Дівчинка була четвертою дитиною та третьою донькою в сім'ї. Софію назвали на честь її прабабусі — Софії Ягеллонки (1464—1512), доньки польського короля Казимира IV. У новонародженої було дві старші сестри: Анна та Марія. Брат Фрідріх помер ще до її народження. Згодом з'явились і дві молодші: Елеонора та Магдалена Сибілла. Дівчата росли в Кенігсберзькому замку і виховувалися в дусі протестантизму.
Всі сестри Софії стали дружинами німецьких володарів. Сама вона вийшла заміж останньою у 27 років за 35-річного герцога Курляндії Вільгельма Кеттлера. 1 січня 1609 року Софія уклала із ним шлюбний контракт, за яким у випадку овдовіння мала маєтності в Тукумі (Тукумс), Канадау (Кандава) та прилеглих землях. Цей контракт завірив батько Софії, Альбрехт-Фрідріх, а також бранденбурзький курфюст Йоганн-Сигізмунд Бранденбурзький, що був чоловіком Анни, старшої сестри Софії. Весілля відбулося 22 жовтня 1609 року в Кенігсберзі. Софія переїхала до Гольдінгена, центру тогочасної Курляндії. За рік народився вона народила єдиного сина Якоба, але не змогла одужати після пологів.
Софія померла 24 грудня 1610 року, за чотири тижні після народження сина. Її чоловік більше не одружувався. За сім років через конфлікт з дворянством він утратив престол і був змушений залишити країну. Їхній син Яків успадкував Герцогство Курляндії і Семигалії від свого дядька Фрідріха у 1642 році.

## Родина
Чоловік — Вільгельм Кеттлер (1574—1640), герцог Курляндії
Діти:
- Яків Кеттлер (1610—1682) — герцог Курляндії і Семигалії (1642—1681), одружений із Луїзою-Шарлоттою Бранденбурзькою (1617—1676).